# 222
222 (CCXXII) var ett normalår som började en tisdag i den julianska kalendern.

## Händelser

### Mars
- 11 mars – Kejsar Heliogabalus mördas tillsammans med sin mor, Julia Soaemias, av legionärer under en inspektion. Praetoriangardet låter kasta deras kroppar i Tibern.

### Oktober
- 14 oktober – Sedan Calixtus I har avlidit väljs Urban I till påve.

### Okänt datum
- Alexander Severus efterträder Heliogabalus. Eftersom han bara är 13 år gammal styrs riket av hans faster, Julia Maesa, med hjälp av Domitius Ulpianus och ett råd av senatorer.
- Kungariket Wu etableras i Kina.
- Sun Quan besegrar Liu Bei i slaget vid Yi Ling.

## Avlidna
- 11 mars – Heliogabalus, romersk kejsare sedan 218 (mördad)
- Calixtus I, påve sedan 217 eller 218
- Tertullianus, romersk teolog
- Claudius Aelianus, romersk lärare och retoriker
- Ma Liang, officer under Liu Bei
- Huang Gai, veterangeneral i det kinesiska kungariket Wu
- Zhang Liao, veterangeneral i det kinesiska kungariket Wei
- Huang Zhong, veterangeneral i det kinesiska kungariket Shu